# Miasto ślepców (powieść)
Miasto ślepców – powieść José Saramago z 1995 roku.
Akcja toczy się w fikcyjnym mieście, w bliżej nieokreślonym kraju, które ogarnia epidemia ślepoty. Lekarze nie są w stanie ustalić, przez jaką chorobę ludzie zaczynają tracić wzrok, a choroba rozszerza się coraz bardziej. Wszystko wskazuje na to, że zarażają się jedni od drugich. Władze podejmują decyzję, by miasto poddać kwarantannie. Pierwsza grupa chorych zostaje zamknięta w nieczynnym szpitalu psychiatrycznym. Z czasem ta zamknięta społeczność zaczyna się rządzić własnymi, twardymi prawami...
W 2008 r. powieść została sfilmowana. 